# Ligue des champions de la CAF 2006
Navigation
Édition précédente Édition suivante
La Ligue des champions de la CAF 2006 est la 42e édition de la plus importante compétition africaine interclubs. Elle met aux prises les meilleurs clubs de football du continent africain. Il s'agit également de la 10e édition sous la dénomination Ligue des champions de la CAF. Le vainqueur du tournoi se qualifie pour la Coupe du monde des clubs de la FIFA 2006.
Al Ahly SC remporte cette édition et conserve son titre en battant en finale le CS Sfax.

## Calendrier
| Nom                                             | Match aller                            | Match retour                              | Participants |
| ----------------------------------------------- | -------------------------------------- | ----------------------------------------- | ------------ |
| Phase qualificative                             |                                        |                                           |              |
| Tour préliminaire                               | 17-19 février                          | 3-5 mars                                  | 58 → 29      |
| Premier tour                                    | 17-19 mars                             | 31 mars - 2 avril                         | 29+3 → 16    |
| Deuxième tour                                   | 21-24 avril                            | 5-7 mai                                   | 16 → 8       |
| Phase de groupes                                |                                        |                                           |              |
| Journées 1 et 5 Journées 2 et 6 Journées 3 et 4 | 15-18 juillet 29-30 juillet 12-13 août | 9-10 septembre 16-17 septembre 26-27 août | 8 → 4        |
| Phase finale                                    |                                        |                                           |              |
| Demi-finales                                    | 30 sep. - 1er oct.                     | 14-15 octobre                             | 4 → 2        |
| Finale                                          | 29 octobre                             | 11 novembre                               | 2 → 1        |

## Primes monétaires
Le total des primes monétaires de l'édition 2006 s'élève à 3,55 millions de dollars, qui sont distribués aux clubs comme suit :
| Classement     | Club      | Fédération |
| -------------- | --------- | ---------- |
| Vainqueur      | 950 000 $ | 50 000 $   |
| Finaliste      | 665 000 $ | 35 000 $   |
| Demi-finaliste | 427 500 $ | 22 500 $   |
| 3e du groupe   | 261 250 $ | 13 750 $   |
| 4e du groupe   | 190 000 $ | 10 000 $   |

## Couverture médiatique
La Ligue des champions de la CAF est une compétition qui jouit d'une couverture médiatique très large, plusieurs chaînes TV transmettent en direct les matches. Pour l'édition 2006, on trouve notamment :
| - ART Sport - Super Sport - RTI | - MBC - LC2 - RTB |

## Phase qualificative

### Tour préliminaire
Trois clubs sont exempts de ce tour :  Al Ahly SC,  AS FAR,  ES Sahel.
| Équipe 1             | Résultat | Équipe 2                 | Aller | Retour |
| -------------------- | -------- | ------------------------ | ----- | ------ |
| Renacimiento FC      | 2 - 2E   | Africa Sports            | 0 - 0 | 2 - 2  |
| Stade malien         | 5 - 2    | Satellite FC             | 3 - 0 | 2 - 2  |
| Tusker FC            | 4 - 1    | Red Sea FC               | 3 - 1 | 1 - 0  |
| RC Kadiogo           | 1 - 2    | USM Alger                | 1 - 1 | 0 - 1  |
| AS Douanes           | 2 - 3    | ASC Port Autonome        | 0 - 0 | 2 - 3  |
| Civics FC            | 5 - 2    | Sagrada Esperança        | 4 - 0 | 1 - 2  |
| East End Lions FC    | 0 - 7    | ASEC Mimosas             | 0 - 4 | 0 - 3  |
| Mbabane Swallows     | 2 - 7    | Orlando Pirates FC       | 0 - 5 | 2 - 2  |
| AS Port-Louis 2000   | 1 - 0    | Coin Nord de Mitsamiouli | 1 - 0 | 0 - 0  |
| Police FC            | 0 - 3    | Al Hilal                 | 0 - 0 | 0 - 3  |
| Police XI            | 2 - 3    | Enugu Rangers            | 2 - 2 | 0 - 1  |
| AS Mangasport        | 1 - 2    | Enyimba FC               | 1 - 0 | 0 - 2  |
| LPRC Oilers          | 2 - 3    | ASC Diaraf               | 0 - 0 | 2 - 3  |
| Renaissance FC       | 1 - 2    | Coton Sport FC           | 1 - 1 | 0 - 1  |
| FC Saint Éloi Lupopo | 4 - 1    | AS Police                | 2 - 0 | 2 - 1  |
| ASDR Fatima          | 0 - 2    | DC Motema Pembe          | 0 - 0 | 0 - 2  |
| AS FNIS              | 1 - 7    | CS sfaxien               | 1 - 3 | 0 - 4  |
| APR FC               | 4 - 2    | AS Aviação               | 3 - 2 | 1 - 0  |
| Aigle royal          | 1 - 4    | Asante Kotoko FC         | 1 - 1 | 0 - 3  |
| La Passe FC          | 0 - 2    | CF Maputo                | 0 - 0 | 0 - 2  |
| Likhopo FC           | 0 - 4    | Mamelodi Sundowns FC     | 0 - 1 | 0 - 3  |
| AS Excelsior         | 3 - 3E   | USCA Foot                | 3 - 1 | 0 - 2  |
| forfait Wallidan FC  | -        | Hearts of Oak SC         | -     | -      |
| ENPPI Club           | 0 - 1    | Saint-George SA          | 0 - 0 | 0 - 1  |
| Polisi Dodoma        | -        | CIVO United forfait      | -     | -      |
| Al Ittihad           | 1 - 5    | JS Kabylie               | 1 - 1 | 0 - 4  |
| Young Africans FC    | 2 - 3    | Zanaco FC                | 2 - 1 | 0 - 2  |
| InterStar            | 3 - 3E   | CAPS United              | 3 - 3 | 0 - 0  |
| forfait ASC Ahmedi   | -        | Raja CA                  | -     | -      |

### Premier tour
| Équipe 1             | Résultat | Équipe 2             | Aller | Retour |
| -------------------- | -------- | -------------------- | ----- | ------ |
| Stade malien         | 2 - 2E   | Renacimiento FC      | 2 - 1 | 0 - 1  |
| Tusker FC            | 0 - 5    | Al Ahly SC           | 0 - 2 | 0 - 3  |
| ASC Port Autonome    | 4 - 4E   | USM Alger            | 2 - 1 | 2 - 3  |
| ASEC Mimosas         | 4 - 0    | Civics FC            | 3 - 0 | 1 - 0  |
| AS Port-Louis 2000   | 0 - 9    | Orlando Pirates FC   | 0 - 5 | 0 - 4  |
| Enugu Rangers        | 1 - 4    | Al Hilal             | 1 - 0 | 0 - 4  |
| ASC Diaraf           | 0 - 2    | Enyimba FC           | 0 - 0 | 0 - 2  |
| FC Saint Éloi Lupopo | 1 - 0    | Coton Sport FC       | 1 - 0 | 0 - 0  |
| CS sfaxien           | 2 - 1    | DC Motema Pembe      | 1 - 1 | 1 - 0  |
| APR FC               | 2 - 2E   | AS FAR               | 2 - 1 | 0 - 1  |
| CF Maputo            | 1 - 2    | Asante Kotoko FC     | 0 - 0 | 1 - 2  |
| USCA Foot            | 3 - 3E   | Mamelodi Sundowns FC | 1 - 1 | 2 - 2  |
| Saint-George SA      | 0 - 6    | Hearts of Oak SC     | 0 - 4 | 0 - 2  |
| Polisi Dodoma        | 0 - 5    | ES Sahel             | 0 - 2 | 0 - 3  |
| Zanaco FC            | 1 - 3    | JS Kabylie           | 1 - 0 | 0 - 3  |
| Raja CA              | 8 - 2    | InterStar            | 7 - 0 | 1 - 2  |

### Deuxième tour
| Équipe 1           | Résultat | Équipe 2             | Aller | Retour | Tab   |
| ------------------ | -------- | -------------------- | ----- | ------ | ----- |
| Renacimiento FC    | 0 - 4    | Al Ahly SC           | 0 - 0 | 0 - 4  | -     |
| ASC Port Autonome  | 1 - 6    | ASEC Mimosas         | 1 - 0 | 0 - 6  | -     |
| Orlando Pirates FC | 3 - 3E   | Al Hilal             | 2 - 0 | 1 - 3  | -     |
| Enyimba FC         | 3 - 0    | FC Saint Éloi Lupopo | 2 - 0 | 1 - 0  | -     |
| CS sfaxien         | 2 - 1    | AS FAR               | 1 - 1 | 1 - 0  | -     |
| Asante Kotoko FC   | 6 - 1    | USCA Foot            | 6 - 0 | 0 - 1  | -     |
| Hearts of Oak SC   | 1 - 1    | ES Sahel             | 1 - 0 | 0 - 1  | 6 - 5 |
| JS Kabylie         | 3 - 2    | Raja CA              | 3 - 1 | 0 - 1  | -     |

## Phase de groupes

### Groupe A
| Rang | Équipe           | Pts | J | G | N | P | Bp | Bc | Diff |  | Résultats (▼ dom., ► ext.) |     |     |     |     |
| ---- | ---------------- | --- | - | - | - | - | -- | -- | ---- |  | -------------------------- | --- | --- | --- | --- |
| 1    | CS sfaxien       | 12  | 6 | 4 | 0 | 2 | 9  | 7  | +2   |  | CS sfaxien                 |     | 1-0 | 2-1 | 2-0 |
| 2    | Al Ahly SC       | 11  | 6 | 3 | 2 | 1 | 10 | 4  | +6   |  | Al Ahly SC                 | 2-1 |     | 4-0 | 2-0 |
| 3    | Asante Kotoko FC | 7   | 6 | 2 | 1 | 3 | 7  | 10 | -3   |  | Asante Kotoko FC           | 4-2 | 0-0 |     | 2-1 |
| 4    | JS Kabylie       | 4   | 6 | 1 | 1 | 4 | 4  | 9  | -5   |  | JS Kabylie                 | 0-1 | 2-2 | 1-0 |     |

### Groupe B
| Rang | Équipe             | Pts | J | G | N | P | Bp | Bc | Diff |  | Résultats (▼ dom., ► ext.) |     |     |     |     |
| ---- | ------------------ | --- | - | - | - | - | -- | -- | ---- |  | -------------------------- | --- | --- | --- | --- |
| 1    | ASEC Mimosas       | 12  | 6 | 3 | 3 | 0 | 11 | 1  | +10  |  | ASEC Mimosas               |     | 4-0 | 3-0 | 3-0 |
| 2    | Orlando Pirates FC | 9   | 6 | 2 | 3 | 1 | 4  | 6  | -2   |  | Orlando Pirates FC         | 1-1 |     | 1-0 | 0-0 |
| 3    | Enyimba FC         | 8   | 6 | 2 | 2 | 2 | 4  | 5  | -1   |  | Enyimba FC                 | 0-0 | 1-1 |     | 1-0 |
| 4    | Hearts of Oak SC   | 2   | 6 | 0 | 2 | 4 | 0  | 7  | -7   |  | Hearts of Oak SC           | 0-0 | 0-1 | 0-2 |     |

## Phase finale

### Demi-finales
| Équipe 1           | Résultat | Équipe 2     | Aller | Retour |
| ------------------ | -------- | ------------ | ----- | ------ |
| Orlando Pirates FC | 0 - 1    | CS sfaxien   | 0 - 0 | 0 - 1  |
| Al Ahly SC         | 3 - 2    | ASEC Mimosas | 2 - 0 | 1 - 2  |

### Finale
| Aller           | Al Ahly SC    | 1 - 1 | CS sfaxien   | Stade international, Le Caire               |                                             |
| 29 octobre 2006 | Aboutrika 27e |       | 53e Frimpong | Spectateurs : 74 000 Arbitrage : Modou Sowe | Spectateurs : 74 000 Arbitrage : Modou Sowe |
| 29 octobre 2006 | Rapport       |       |              | Spectateurs : 74 000 Arbitrage : Modou Sowe | Spectateurs : 74 000 Arbitrage : Modou Sowe |

| Retour           | CS sfaxien | 0 - 1 | Al Ahly SC      | Stade olympique, Radès                        |                                               |
| 11 novembre 2006 |            |       | 90+2e Aboutrika | Spectateurs : 60 000 Arbitrage : Coffi Codjia | Spectateurs : 60 000 Arbitrage : Coffi Codjia |
| 11 novembre 2006 | Rapport    |       |                 | Spectateurs : 60 000 Arbitrage : Coffi Codjia | Spectateurs : 60 000 Arbitrage : Coffi Codjia |

## Vainqueur
| Ligue des champions de la CAF Vainqueur 2006 |
| -------------------------------------------- |
| Al Ahly SC Cinquième titre                   |

## Meilleurs buteurs
| Rang | Joueur            | Club         | Buts |
| ---- | ----------------- | ------------ | ---- |
| 1    | Mohamed Aboutrika | Al Ahly SC   | 8    |
| 2    | Hamza Yacef       | JS Kabylie   | 7    |
| 3    | Didier Ya Konan   | ASEC Mimosas | 5    |
| 4    | Flávio Amado      | Al Ahly SC   | 4    |